# Phera carbonaria
Phera carbonaria är en insektsart som först beskrevs av Melichar 1924.  Phera carbonaria ingår i släktet Phera och familjen dvärgstritar. Inga underarter finns listade i Catalogue of Life.